# حكاية آرثر غوردن بيم من نانتاكيت
حكاية آرثر غوردن بيم من نانتاكيت (بالإنجليزية: The Narrative of Arthur Gordon Pym of Nantucket)‏ (صدر عام 1838) هي الرواية الوحيدة الكاملة بقلم الكاتب الأمريكي إدغار آلان بو. وهي تروي حكاية الشاب آرثر غوردن بيم، الذي يركب على متن سفينة صيد حيتان تدعى غرامبوس. يقابل مغامرات مختلفة، مثل غرق السفينة، والتمرد، وأكل لحوم البشر، قبل أن يتم إنقاذه من قبل طاقم جين غاي. يستمر بيم بمغامراته جنوبا على متن هذه السفينة، مع بحار يدعى ديرك بيترز. وعندما يرسون على اليابسة، يواجهون قبيلة بدائية متوحشة قبل ان يلوذوا بالفرار إلى المحيط.
تبدأ القصة باعتبارها مغامرة بحرية تقليدية، ولكنها تصبح أكثر غرابة ويصعب تصنيفها. كان بو يهدف لتقديم قصة واقعية، وكانت مستوحاة من عدة سجلات واقعية من الرحلات البحرية، وكان الإلهام الرئيسي من حكايات جرمايا رينولدز وأشار إلى نظرية الأرض المجوفة. كما استقاها أيضا من تجاربه الخاصة في البحر. غالبا ما تركز تحليلات الرواية على العناصر السيرة الذاتية وكذلك تلميحات العنصرية وكذلك الرمزية في الجمل الأخيرة.
قام بو بكتابة عمل طويل بعد أن واجه صعوبات لتحقيق النجاح في كتابة القصة القصيرة. ونشرت الرواية في شكل مسلسل أول مرة في جريدة ساذرن ليتراري ماسنجر، لكن دون أن يتم إكمالها إلى النهاية. وقد نشرت الرواية كاملة في يوليو 1838 في مجلدين. استجاب بعض النقاد بشكل سلبي على العمل كونه عنيفا جدا ويقتبس بشكل مكثف من أعمال أخرى، في حين أشاد آخرون بمغامراته المثيرة. أما بو نفسه دعا الكتاب في وقت لاحق بأنه «سخيف للغاية». ومع ذلك، أصبح الكتاب عملا مؤثرا، ولا سيما لمؤلفين مثل هيرمان ملفيل وجول فيرن.

## روابط خارجية
- حكاية آرثر غوردن بيم من نانتاكيت على موقع الموسوعة البريطانية (الإنجليزية)